# Субботин, Михаил Фёдорович (медик)
Михаил Фёдорович Субботин (1835—1893) — русский учёный, профессор Казанского университета, доктор медицины.

## Биография
Родился в ноябре 1835 года. 
В 1860 году окончил Медико-хирургическую академию со званием лекаря; 15 июня 1863 года за диссертацию «Патология крови при уремии» (СПб., 1863) был удостоен степени доктора медицины и назначен старшим ординатором Луцкого военного госпиталя, а в 1864 году — артиллерийской бригады. 
В 1865—1867 гг. по направлению Министерства народного просвещения был в заграничной командировке и 27 октября 1867 года был избран, а 30 декабря утверждён доцентом по кафедре общей патологии Казанского университета. Весной 1868 года был избран экстраординарным профессором, сначала Киевского университета, а затем Казанского (15 мая) и решил остаться в Казани. Уже 5 декабря 1868 года был избран ординарным профессором по той же кафедре. С 15 апреля 1872 года состоял на кафедре частной патологии и терапии, а с 16 сентября 1877 года — на кафедре госпитальной терапевтической клиники.
Кроме диссертации, были напечатаны его сочинения:
- «О физиологическом действии пикротоксина» («Военно-медицинский журнал», 1864)
- «Изменение мышц при брюшном тифе» («Медицинский вестник», 1866)
- «Об участии почечной ткани в мочепроизведении» («Медицинский вестник»)
- «Об изменении нервной раздражительности при действии на нервы раздражителей химических» («Современная медицина», 1866)
- «О влиянии пищи на количественный состав молока» («Военно-медицинский журнал», 1867 и «Virch. Arch.», т. XXXVI)

Вышел в отставку 21 мая 1886 года. Умер в Москве 8 (20) апреля 1893 года. Похоронен на Ваганьковском кладбище; могила утрачена. Библиотека Субботина по его завещанию была передана в студенческую библиотеку Казанского университета.